# 曼丁尼亚战役
曼丁尼亚战役 在公元前362年7月4日打响，交战双方分别是阿卡迪亚联盟与维奥蒂亚联盟支持下，伊巴密浓达领导的底比斯人，以及伊利斯人、雅典人与曼丁尼亚人支持下，阿格西莱二世国王领导下的斯巴达人。此战旨在确定希腊世界霸主地位的归属，然而伊巴密浓达的陨落以及斯巴达人的战败为马其顿王腓力二世征服希腊铺平了道路。

## 历史背景
公元前371年的留克特拉战役动摇了斯巴达在希腊世界霸权的根基，于是底比斯的统领和将军伊巴密浓达试图建立以自己城邦为核心的新希腊霸权。最终，底比斯人向南进军，进入了斯巴达人的传统控制区，建立了中部伯罗奔尼撒高原城邦的联盟，阿卡迪亚联盟，以限制斯巴达在伯罗奔尼撒地区的影响力，并最终实现对这一地区的全面控制。在曼丁尼亚战役打响之前的几年里，斯巴达已然与伊利斯人（他们是一小批与阿卡迪亚联盟有领土争端的伯罗奔尼撒人）结盟以图破坏阿卡迪亚联盟。当阿卡迪亚联盟错估形式，包围位于伊利斯奥林匹亚属于全体希腊人的宙斯祭坛后，作为阿卡迪亚联盟成员之一的曼丁尼亚退出了联盟。于是斯巴达人和伊利斯人前来支援曼丁尼亚人武力对抗阿卡迪亚联盟。同时，素来对底比斯人崛起不满的雅典人也决定站在斯巴达人一方，他们也没有忘记自己输掉伯罗奔尼撒战争时，底比斯人曾要求毁灭雅典城，奴役其居民的宿怨以及当时胜利者斯巴达人断然拒绝这一提议的恩情。为防止底比斯军队在陆地阻击，雅典军队自海上加入了斯巴达领导下的联军。伊巴密浓达则率领底比斯大军进入伯罗奔尼撒地区，以期恢复这一地区的秩序，重建底比斯和阿卡迪亚联盟在此的霸主地位。

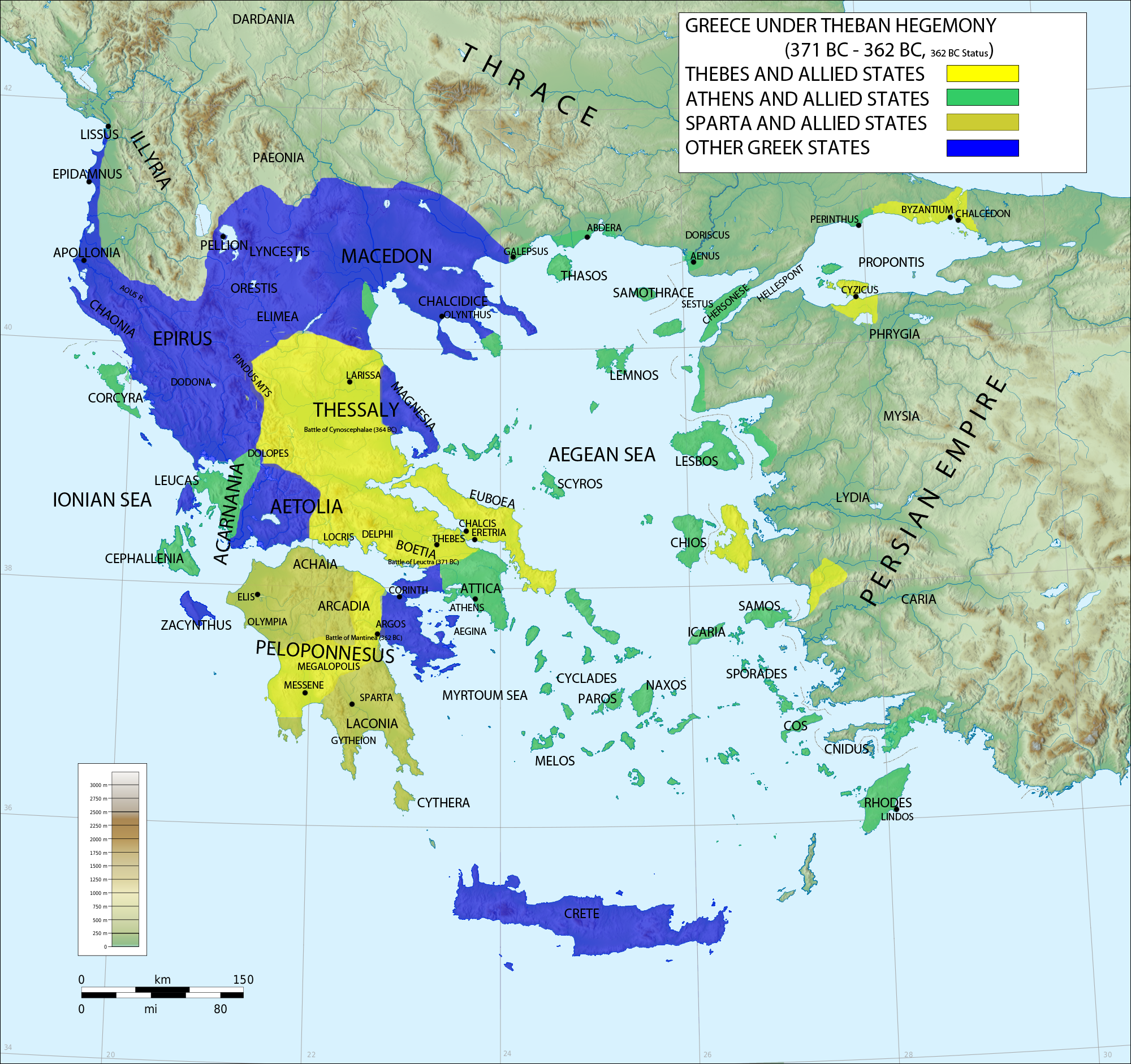
底比斯的霸权，曼丁尼亚战役

## 战场局势
公元前362年，两军在曼丁尼亚近郊相会。斯巴达人、雅典人、伊利斯人和曼丁尼亚人由斯巴达王阿格西莱二世统领。底比斯人又收纳了亲底比斯的维奥蒂亚联盟内若干城邦的几路人马。伊巴密浓达的底比斯军队还得到忠于联盟的阿卡迪亚城邦的协助，主要包括麦伽拉波利斯（底比斯人上次进入伯罗奔尼撒地区建立的城邦，阿卡迪亚联盟的首都）和特基亚（阿卡迪亚人的传统领导城邦）。尽管两军统帅都是百战名将，在曼丁尼亚，伊巴密浓达应更胜一筹。伊巴密浓达将自己在留克特拉战役首创并大获成功的战术稍作调整，把军队左翼维奥蒂亚士兵编排成列数超多的方阵。这种被称为斜线阵的阵型旨在左翼形成兵力压制，同时需要拖延与敌军接触时间来保护兵力相对不足的中部和右翼。由于希腊人作战的实质是两军接触后相互推挤，这种战术可以用左翼庞大而密集的阵列来瓦解对方相对稀疏的传统方阵。伊巴密浓达身先士卒，率领左翼优势兵力进攻。色诺芬（《希腊史》 5.2.1-3）将底比斯军左翼描述为“如战舰一般，阵首伸出尖尖的利刃”。
伊巴密浓达率军突入斯巴达军右翼，一路追杀，终于赢得胜利。然而他也为自己的身先士卒付出了代价，身负重伤。他的原定接班人，底比斯人的领袖伊奥莱达斯与达伊凡图斯也身死沙场。弥留之际，伊巴密浓达得知其继任者的死讯，只好命令已然获胜的底比斯人主动求和。失去伊巴密浓达的领导，底比斯人夺取霸权无望。而再次战败的斯巴达人更是无力在短期内恢复元气。因此，这张战役的最终结局是希腊霸主底比斯和斯巴达两败俱伤，为马其顿人坐收渔翁之利，征服希腊世界扫除了障碍。